# Dario Barbosa
Dario Barbosa   (Porto Alegre, 21 de juliol de 1882 - Porto Alegre, 25 de setembre de 1965) va ser un tirador brasiler que va competir a començaments del segle xx.
El 1920 va prendre part en els Jocs Olímpics d'Anvers, on disputà dues proves del programa de tir. Guanyà la medalla de bronze en la prova de pistola lliure, 50 metres per equips i també disputà, sense sort, la de pistola lliure, 50 metres.